# Pražský přebor 2019/2020
Pražská teplárenská přebor mužů (jednu ze skupin 5. fotbalové ligy) hrálo v sezóně 2019/2020 16 klubů. Sezóna byla po 16. kole z důvodu celosvětové pandemie covidu-19 předčasně ukončena. Vítěz pro tento ročník nebyl vyhlášen.

## Systém soutěže
Kluby se měly v soutěži střetnout každý s každým dvoukolovým systémem podzim–jaro a odehrát tak celkem 30 kol. Tento ročník odstartoval 10. srpen 2019 úvodními zápasy 1. kola a byl předčasně ukončen v dubnu 2020 kvůli pandemii koronaviru. Poslední zápas (16. kolo) se hrál 8. března 2020.

## Nové týmy v sezoně 2019/2020
- Z ČFL 2018/2019 do Pražského přeboru se přesunul tým SC Olympia Radotín.
- Z příslušných divizí (Divize A, Divize B, a Divize C) do Pražského přeboru nesestoupilo žádné mužstvo.
- Z Pražské I. A třídy postoupila tato mužstva: Sokol Kolovraty a FK Újezd nad Lesy ze skupiny A, FC Zličín ze skupiny B.

## Výsledná tabulka (po 16 kolech)
| Poř. | Tým                     | Z  | V  | R | P  | VG | OG | B  |
| ---- | ----------------------- | -- | -- | - | -- | -- | -- | -- |
| 1.   | FK Admira Praha B       | 16 | 11 | 3 | 2  | 45 | 22 | 36 |
| 2.   | SK Újezd Praha 4        | 16 | 11 | 3 | 2  | 40 | 22 | 36 |
| 3.   | FK Újezd nad Lesy (N)   | 16 | 9  | 2 | 5  | 44 | 29 | 29 |
| 4.   | FC Slavoj Vyšehrad B    | 16 | 9  | 1 | 6  | 38 | 32 | 28 |
| 5.   | TJ Sokol Královice      | 16 | 8  | 3 | 5  | 42 | 26 | 27 |
| 6.   | FK Dukla Jižní Město    | 16 | 8  | 1 | 7  | 49 | 30 | 25 |
| 7.   | FK Motorlet Praha B     | 16 | 7  | 2 | 7  | 35 | 36 | 23 |
| 8.   | SK Uhelné sklady Praha  | 16 | 7  | 2 | 7  | 30 | 37 | 23 |
| 9.   | SK Třeboradice          | 16 | 7  | 1 | 8  | 38 | 37 | 22 |
| 10.  | FC Přední Kopanina      | 16 | 7  | 1 | 8  | 31 | 35 | 22 |
| 11.  | FK Viktoria Žižkov B    | 16 | 6  | 1 | 9  | 36 | 46 | 19 |
| 12.  | AFK Slavoj Podolí Praha | 16 | 6  | 1 | 9  | 29 | 44 | 19 |
| 13.  | FC Zličín (N)           | 16 | 5  | 3 | 8  | 28 | 39 | 18 |
| 14.  | Sokol Kolovraty (N)     | 16 | 5  | 1 | 10 | 30 | 41 | 16 |
| 15.  | SC Olympia Radotín (S)  | 16 | 5  | 0 | 11 | 23 | 37 | 15 |
| 16.  | SK Hostivař             | 16 | 3  | 3 | 10 | 21 | 46 | 12 |

Zdroj:
Poznámky:
- Z = Odehrané zápasy; V = Vítězství; R = Remízy; P = Prohry; VG = Vstřelené góly; OG = Obdržené góly; B = Body